# Matteo Zuppi
Matteo Maria Zuppi (født 11. oktober 1955) er en italiensk prælat for den katolske kirke, der har været ærkebiskop af Bologna siden 12. december 2015. Han var tidligere hjælpebiskop af Rom fra 2012 til 2015.
Pave Frans udnævnte ham til kardinal i 2019. Han har været præsident for Italiens Biskopskonference siden maj 2022. I denne periode gentog Zuppi den traditionelle katolske modstand mod højreorienteret populisme, nationalisme og anti-immigrantoverbevisninger og understregede Europas moralske pligt til at byde migranter velkommen. Disse synspunkter har ofte resulteret i sammenstød med Matteo Salvini, leder af det højreorienterede Lega-parti. Han var også en førende stemme for støtten til Vatikan-Kina-aftalen fra 2018, som giver paven mulighed for at godkende og nedlægge veto mod biskopper, der er godkendt af det kinesiske kommunistparti .
Som en nær medarbejder af Frans, der støttede mange af hans initiativer, sås Zuppi som en førende kandidat i det pavelige konklave i 2025, også kendt som en papabile.